# Genesis (Lebrun)
Genesis es un mural del pintor y escultor italoestadounidense Rico Lebrun que representa el sufrimiento que experimenta la humanidad en el Libro del Génesis. Fue encargado por Pomona College y terminado en 1960. Se encuentra en la entrada sur del Frary Dining Hall.

## Descripción
El mural está en la pared interior de la entrada sur del Frary Dining Hall en Pomona College. La figura central es Noé albergando a un niño, mientras está rodeado de representaciones del diluvio del Génesis, Job, Sodoma y Gomorra, Caín, Abel, y Adán y Eva. El concepto de Lebrun era representar «la evolución de la forma», y habló de «medio tomar prestado y medio inventar fragmentos orgánicos, cráneos, secciones de columnas vertebrales, secciones de cajas torácicas, raíces de plantas, formaciones geológicas... para soldar algún tipo de diseño que transmitiera el devenir de la forma».

## Desarrollo
En noviembre de 1956, Lebrun visitó Pomona en preparación para una exposición individual de su trabajo en su galería de arte organizada por Peter Selz. Admiraba el fresco Prometeo en Frary de José Clemente Orozco y manifestaba interés en pintar una obra en diálogo con él.
Selz consiguió un encargo para Lebrun y consiguió una donación de Donald y Elizabeth Winston. Sin embargo, el proyecto se estancó después de que el Consejo de Administración de Pomona sugiriera que Lebrun presentara bocetos al Comité de Edificios y Terrenos de la universidad para su aprobación, lo que él, junto con Selz y los Winston, consideró una violación de su libertad creativa. La junta cedió y la comisión fue aprobada en octubre de 1958.
Lebrun trabajó en bocetos para el mural durante una residencia en la Academia Americana en Roma, tiempo durante el cual el arquitecto John Rex preparó un muro cortina para la obra. Lebrun llegó a Pomona en julio de 1960, trayendo dibujos que ocuparon la mayoría de las mesas de Frary. Después de los rediseños, comenzó a pintar en septiembre, con la ayuda de Bill Ptaszynski y Jim Pinto. Terminó la obra en diciembre de 1960.

## Recepción

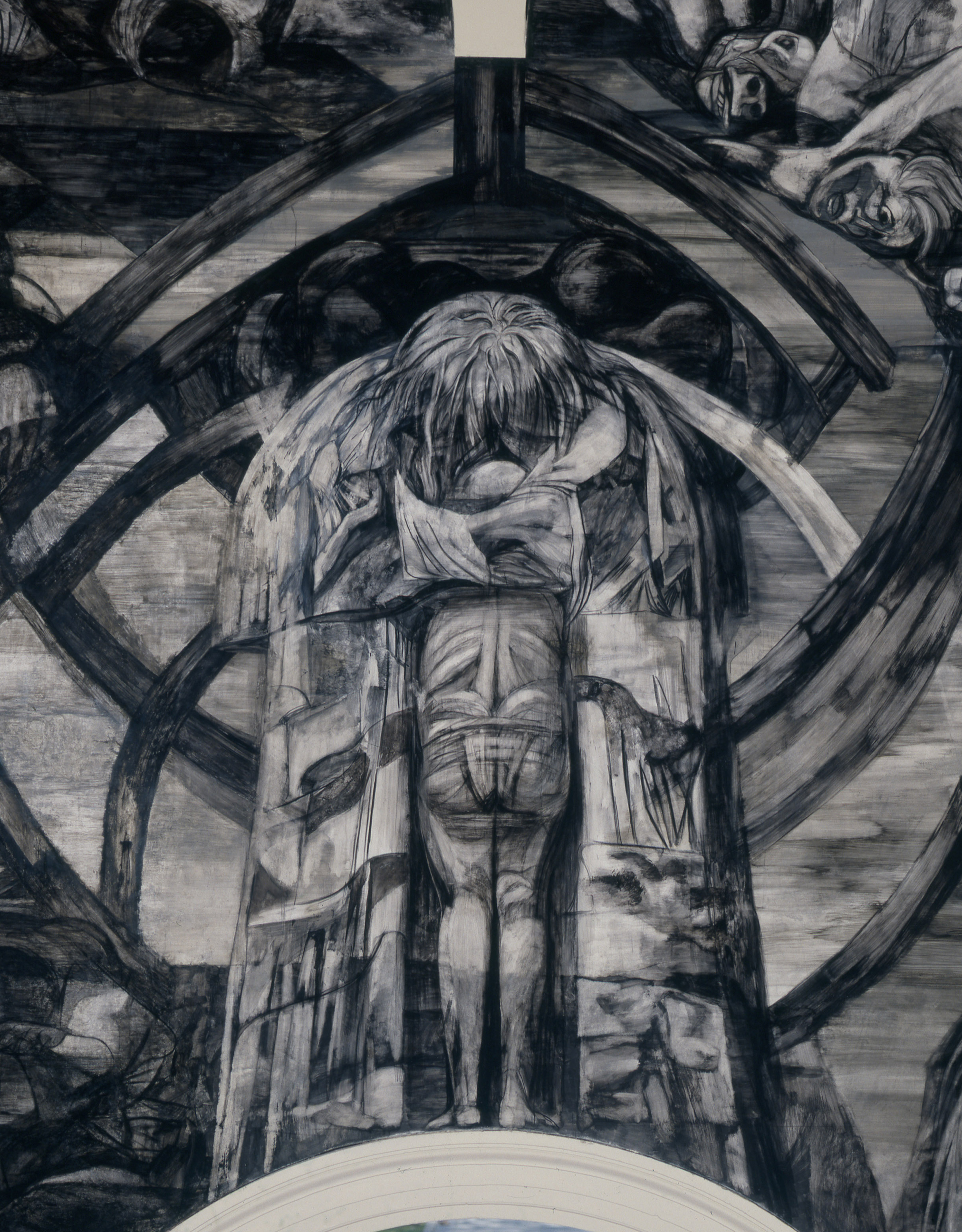
Detalle de Noé en Genesis.

Genesis fue recibida con gran éxito de crítica. Selden Rodman escribió en The New York Times que se trataba de «la pintura mural más ambiciosa al norte del Río Grande». Lebrun escribió que era «la obra mejor y más concluyente que he pintado hasta la fecha». Leonard Baskin, refiriéndose a Prometeo, escribió: «José Clemente puede descansar en paz. El suelo sagrado no ha sido saqueado».
Genesis se caracteriza por su divergencia con respecto a muchas de las tendencias artísticas populares de la época. Su temática seria la distingue de las obras más decorativas que eran populares en la región en ese momento. Se trata de un ejemplo de obra figurativa, en contraste con el expresionismo abstracto en boga. Por último, sus temas religiosos contrastan con la creciente secularización de la América de la posguerra; Selz la describió como «una pintura religiosa creada durante una era no religiosa».